# Svjetski kup u hokeju na travi 1998.
9. svjetski kup u hokeju na travi je bilo svjetsko prvenstvo u muškoj konkurenciji u športu hokeju na travi.
Održao se od 21. svibnja do 1. lipnja 1998., zajedno sa ženskim svjetskim kupom, prvi dvostruki turnir u povijesti svjetskih prvenstava u ovom športu.
Krovna organizacija za ovo natjecanje je bila Međunarodna federacija za hokej na travi.

## Mjesto održavanja
Natjecanje se održalo u Nizozemskoj, u Utrechtu, na stadionu FC Utrechta te na umjetnoj travi na stadionu Nieuw Galgenwaard.

## Sudionici
Sudjelovalo je 12 izabranih sastava: Nizozemska, Južna Koreja, Novi Zeland, Njemačka, Indija, Kanada, Australija, Poljska, Pakistan, Malezija, Španjolska i Engleska.
6 sastava je izborilo pravo sudjelovati na ovom SP-u na izlučnom natjecanju, Interkontinentalnom kupu 1993.:  Španjolska, Južna Koreja, Novi Zeland, Poljska, Kanada i Malezija.

## Natjecateljski sustav
Natjecanje se održalo u dva dijela. U prvom su momčadi igrali u dvjema skupinama po jednokružnom ligaškom sustavu, u kojem su za pobjedu dobivalo 2 boda, za neriješeno 1 bod, a za poran nijedan bod. 

Momčadi koje su zauzele 5. i 6. mjesto na ljestvici u svojim skupinama, međusobno doigravaju za poredak od 9. do 12. mjesta. Doigravanje je po kup-sustavu, unakrižno igraju peti protiv šestih iz druge skupine, pobjednici se bore za 9., a poraženi za 11. mjesto.

Momčadi koje su zauzele 3. i 4. mjesto na ljestvici u svojim skupinama, međusobno doigravaju za poredak od 5. do 8. mjesta. Doigravanje je po kup-sustavu, unakrižno igraju treći protiv četvrtih iz druge skupine, pobjednici se bore za 5., a poraženi za 7. mjesto.

Momčadi koje su zauzele prva dva mjesta na ljestvici u svojim skupinama, odlaze u poluzavršnicu u borbu za odličja, u kojoj unakrižno igraju prvi protiv drugih iz druge skupine. 

Poraženi igraju susret za broncu, pobjednici igraju za zlatno odličje.

## Krug po skupinama

### Skupina "A"
| Br. ut. - Nadnevak - Satnica | Sastav 1    | Sastav 2    | Rezultat |
| ---------------------------- | ----------- | ----------- | -------- |
| 01 - 21. svibnja 1998.       | J. Koreja   | Novi Zeland | 1:3      |
| 02 - 21. svibnja 1998.       | Njemačka    | Indija      | 4:1      |
| 03 - 21. svibnja 1998.       | Nizozemska  | Kanada      | 3:1      |
| 07 - 22. svibnja 1998.       | Kanada      | J. Koreja   | 1:1      |
| 08 - 22. svibnja 1998.       | Njemačka    | Novi Zeland | 3:0      |
| 09 - 22. svibnja 1998.       | Nizozemska  | Indija      | 5:0      |
| 13 - 24. svibnja 1998.       | Novi Zeland | Kanada      | 3:3      |
| 14 - 24. svibnja 1998.       | J. Koreja   | Indija      | 4:3      |
| 15 - 24. svibnja 1998.       | Nizozemska  | Njemačka    | 1:5      |
| 19 - 26. svibnja 1998.       | Kanada      | Njemačka    | 4:4      |
| 20 - 26. svibnja 1998.       | Indija      | Novi Zeland | 1:0      |
| 21 - 26. svibnja 1998.       | Nizozemska  | J. Koreja   | 4:2      |
| 25 - 28. svibnja 1998.       | Indija      | Kanada      | 1:4      |
| 26 - 28. svibnja 1998.       | Njemačka    | J. Koreja   | 2:1      |
| 27 - 28. svibnja 1998.       | Nizozemska  | Novi Zeland | 4:2      |

Konačni poredak u skupini "A":
| Mj. | Momčad      | Ut | Pb | N | Pz | Ps:Pr | RP   | Bod |
| --- | ----------- | -- | -- | - | -- | ----- | ---- | --- |
| 1.  | Njemačka    | 5  | 4  | 1 | 0  | 18:7  | + 11 | 13  |
| 2.  | Nizozemska  | 5  | 4  | 0 | 1  | 17:10 | + 7  | 12  |
| 3.  | Kanada      | 5  | 1  | 3 | 1  | 13:12 | + 1  | 6   |
| 4.  | J. Koreja   | 5  | 1  | 1 | 3  | 9:13  | - 4  | 4   |
| 5.  | Novi Zeland | 5  | 1  | 1 | 3  | 8:12  | - 4  | 4   |
| 6.  | Indija      | 5  | 1  | 0 | 4  | 6:17  | - 11 | 3   |

### Skupina "B"
| Br. ut. - Nadnevak - Satnica | Sastav 1   | Sastav 2   | Rezultat |
| ---------------------------- | ---------- | ---------- | -------- |
| 04 - 21. svibnja 1998.       | Australija | Poljska    | 8:0      |
| 05 - 21. svibnja 1998.       | Pakistan   | Malezija   | 7:2      |
| 06 - 21. svibnja 1998.       | Španjolska | Engleska   | 3:1      |
| 10 - 23. svibnja 1998.       | Poljska    | Malezija   | 1:1      |
| 11 - 23. svibnja 1998.       | Australija | Španjolska | 2:2      |
| 12 - 23. svibnja 1998.       | Pakistan   | Engleska   | 7:5      |
| 16 - 25. svibnja 1998.       | Španjolska | Pakistan   | 2:1      |
| 17 - 25. svibnja 1998.       | Engleska   | Poljska    | 5:2      |
| 18 - 25. svibnja 1998.       | Australija | Malezija   | 8:0      |
| 22 - 27. svibnja 1998.       | Španjolska | Malezija   | 3:0      |
| 23 - 27. svibnja 1998.       | Pakistan   | Poljska    | 3:1      |
| 24 - 27. svibnja 1998.       | Australija | Engleska   | 3:0      |
| 28 - 28. svibnja 1998.       | Australija | Pakistan   | 3:1      |
| 29 - 28. svibnja 1998.       | Španjolska | Poljska    | 4:0      |
| 30 - 28. svibnja 1998.       | Engleska   | Malezija   | 3:1      |

Konačni poredak u skupini "A":
| Mj. | Momčad     | Ut | Pb | N | Pz | Ps:Pr | RP   | Bod |
| --- | ---------- | -- | -- | - | -- | ----- | ---- | --- |
| 1.  | Australija | 5  | 4  | 1 | 0  | 24:3  | + 21 | 13  |
| 2.  | Španjolska | 5  | 4  | 1 | 0  | 14:4  | + 10 | 13  |
| 3.  | Pakistan   | 5  | 3  | 0 | 2  | 19:13 | + 6  | 9   |
| 4.  | Engleska   | 5  | 2  | 0 | 3  | 14:16 | - 2  | 6   |
| 5.  | Poljska    | 5  | 0  | 1 | 4  | 4:21  | - 17 | 1   |
| 6.  | Malezija   | 5  | 0  | 1 | 4  | 4:22  | - 18 | 1   |

## Susreti za poredak

### Za poredak od 9. do 12. mjesta
|  | Za 9.-12. mjesto  | Za 9.-12. mjesto  |   |                   | Za 9. mjesto      | Za 9. mjesto |
|  |                   |                   |   |                   |                   |              |
|  | 30. svibnja 1998. |                   |   |                   |                   |              |
|  | Indija            | 6                 |   |                   |                   |              |
|  | Poljska           | 2                 |   |                   |                   |              |
|  |                   |                   |   |                   |                   |              |
|  |                   |                   |   |                   | 1. lipnja 1998.   |              |
|  |                   |                   |   |                   | Indija            | 1            |
|  |                   | Novi Zeland       | 0 |                   |                   |              |
|  |                   |                   |   |                   |                   |              |
|  |                   |                   |   |                   |                   |              |
|  |                   |                   |   |                   | Za 11. mjesto     |              |
|  | 30. svibnja 1998. | 30. svibnja 1998. |   | 31. svibnja 1998. | 31. svibnja 1998. |              |
|  | Novi Zeland       | 3                 |   | Malezija          | 5                 |              |
|  | Malezija          | 3                 |   |                   | Poljska           | 4            |

(nakon produžetaka) 4:5 (raspucavanje)

### Za poredak od 5. do 8. mjesta
|  | Za 5.-8. mjesto   | Za 5.-8. mjesto   |   |                 | Za 5. mjesto    | Za 5. mjesto |
|  |                   |                   |   |                 |                 |              |
|  | 30. svibnja 1998. |                   |   |                 |                 |              |
|  | J. Koreja         | 1                 |   |                 |                 |              |
|  | Pakistan          | 3                 |   |                 |                 |              |
|  |                   |                   |   |                 |                 |              |
|  |                   |                   |   |                 | 1. lipnja 1998. |              |
|  |                   |                   |   |                 | Pakistan        | 4            |
|  |                   | Engleska          | 2 |                 |                 |              |
|  |                   |                   |   |                 |                 |              |
|  |                   |                   |   |                 |                 |              |
|  |                   |                   |   |                 | Za 7. mjesto    |              |
|  | 30. svibnja 1998. | 30. svibnja 1998. |   | 1. lipnja 1998. | 1. lipnja 1998. |              |
|  | Kanada            | 1                 |   | J. Koreja       | 4               |              |
|  | Engleska          | 2                 |   |                 | Kanada          | 2            |

### Za odličja
|  | Poluzavršnica     | Poluzavršnica     |   |                 | Završnica                           | Završnica |
|  |                   |                   |   |                 |                                     |           |
|  | 30. svibnja 1998. |                   |   |                 |                                     |           |
|  | Nizozemska        | 6                 |   |                 |                                     |           |
|  | Australija        | 2                 |   |                 |                                     |           |
|  |                   |                   |   |                 |                                     |           |
|  |                   |                   |   |                 | 1. lipnja 1998. (nakon produžetaka) |           |
|  |                   |                   |   |                 | Nizozemska                          | 3         |
|  |                   | Španjolska        | 2 |                 |                                     |           |
|  |                   |                   |   |                 |                                     |           |
|  |                   |                   |   |                 |                                     |           |
|  |                   |                   |   |                 | Za brončano odličje                 |           |
|  | 30. svibnja 1998. | 30. svibnja 1998. |   | 1. lipnja 1998. | 1. lipnja 1998.                     |           |
|  | Španjolska        | 3                 |   | Australija      | 0                                   |           |
|  | Njemačka          | 0                 |   |                 | Njemačka                            | 1         |

Svjetski prvak je Nizozemska.

## Konačna ljestvica
| Svjetski prvaci 1998.   |
| ----------------------- |
| Nizozemska Drugi naslov |

## Vanjske poveznice
- Međunarodna hokejska federacija